# 관상 (영화)
《관상》(觀相)은 한재림 감독의 관상학을 소재로 한 2013년 대한민국 영화이다.

## 줄거리
조선 시대 최고의 얼굴 판독가인 내경은 은둔 생활을 하던 중, 기생인 연홍의 제안으로 돈과 명예를 얻게 된다. 하지만 그는 살해 사건에 연루되어 어쩔 수 없이 자신의 재능을 활용하여 진실을 밝혀낸다.
그 후 왕 문종은 내경의 실력을 인정하고, 나쁜 계획을 세우는 배신자들을 찾도록 명령한다. 하지만 문종의 죽음과 새로운 왕 단종이 등장하면서 권력 다툼이 시작된다. 수양대군은 계략적으로 단종을 제거하려고 하고 내경은 진정한 왕을 지키기 위해 수많은 위협 속에서 싸워야 한다.

## 캐스팅

### 주요 인물
- 송강호 : 김내경 역
- 김혜수 : 연홍 역
- 이정재 : 수양대군 역 - 이 영화의 메인 빌런이자 최종 보스.
- 백윤식 : 김종서 역
- 조정석 : 팽헌 역 - 내경의 처남
- 이종석 : 김진형 역 - 내경의 아들
- 김의성 : 한명회 역

### 그 외
- 정규수 : 박 첨지 역
- 채상우 : 단종 역
- 이윤건 : 조상용 역
- 이도엽 : 김승규역
- 유상재 : 홍윤성 역
- 이애린 : 홍단 역
- 이종관 : 양정 역
- 윤경호 : 임운 역
- 서현우 : 진무 역
- 이창직 : 황보인 역 - 영의정
- 이광일 : 가짜 내관 역
- 김서현 : 가짜 수양대군 역
- 박가원 : 수박씨 기생 역
- 윤채영 : 역술인녀 역
- 우상전 : 노인 한명회 역
- 이상홍 : 김상구 역
- 신동력 : 의원 1 역
- 박재운 : 의원 2 역
- 송영재 : 필방중인 역
- 임학순 : 국수가게주인 역
- 민채연 : 어린 아내 역
- 지주연 : 기생 1 역
- 김혜원 : 기생 2 역
- 시연 : 국부기생 1 역
- 황보미 : 국부기생 2 역
- 이가흔 : 국부기생 3 역
- 김연수 : 가야금기생 역
- 김길동 : 빡빡남 역
- 이유준 : 머슴 역
- 주광현 : 용의자 1 역
- 이설구 : 용의자 2 역
- 김하준 : 진무 동생 역
- 김은혜 : 죽은여자시체 역
- 이판 : 죽은여자 오빠 역
- 박인혜: 죽은여자 동생 역
- 김근영 : 죽은여자 어머니 역
- 김왕근 : 이조참의 역
- 장용철 : 이조관리 1 역
- 공재원 : 이조관리 2 역
- 전진기 : 이조정랑 역
- 정성욱 : 비리관리 역
- 석호진 : 비리관리 부인 역
- 박민수 : 비리관리 아들 역
- 신승용 : 사헌부군관 역
- 김동인 : 부정관리 1 역
- 서병덕 : 부정관리 2 역
- 박일목 : 뇌물관리 1 역
- 유재명 : 뇌물관리 2 역
- 하정수 : 안내내관 역
- 노준표 : 문지기내관 역
- 유현준 : 위장내금위장 역
- 표유신 : 문종호위무사 역
- 신기원 : 안평대군 역
- 전신환 : 신숙주 역
- 김보미 : 국상상궁 1 역
- 문혜진 : 국상상궁 2 역
- 윤희원 : 승정원 관리 역
- 최교식 : 점쟁이 역
- 김준혁 : 역술인 1 역
- 김남훈 : 역술인 2 역
- 엄민혁 : 유하 역
- 김아림 : 단종상궁 역
- 김인섭 : 군관 역
- 김대흥 : 교대군관 역
- 최창균 : 안경손 역
- 장문석 : 이몽가 역
- 염상태 : 궁지기 역
- 박기만 : 닭소리사내 역
- 최승일 : 대사헌 역
- 윤종구 : 집의 역
- 김태욱 : 이조관리3 역
- 정대용 : 전의감서리 역
- 리민 : 감국의원 역
- 정준식 : 기사관 역
- 권영각 : 등불내관 역
- 이규형 : 새로운 내관 역
- 박윤희 : 상소관원 역
- 유승민 : 사간원관리 1 역
- 박상현 : 사간원관리 2 역
- 오주환 : 진형상관 역
- 박진우 : 진형진단의원 역
- 박용 : 사간원관원 1 역
- 전수환 : 사간원관원 2 역
- 한만영 : 수양호위무사 역
- 조훈휘 : 어린 관리 역
- 안원진 : 어린 진형 역
- 김정식 : 이양 역
- 김호연 : 조극관 역

### 특별출연
- 김태우 : 문종 역
- 고창석 : 최 대감 역
- 김강현 : 용의자 3 역

## 흥행
누적관객수 913만 4114명을 기록하며 역대 대한민국의 영화 흥행 기록 17위에 올랐다.

## 수상
- 제33회 한국영화평론가협회상
  - 남우주연상 - 송강호
  - 남우조연상 - 조정석
  - 음악상 - 이병우
  - CJ CGV스타상 - 이정재
- 제50회 대종상
  - 최우수작품상 - (주)주피터필름
  - 감독상 - 한재림
  - 남우주연상 - 송강호
  - 남우조연상 - 조정석
  - 하나금융그룹 인기상 - 이정재
  - 의상상 - 심현섭
- 제34회 청룡영화상
  - 남우조연상 - 이정재
- 한국영화배우협회 송년의 밤
  - 영화 톱스타상 - 송강호
- 제5회 올해의 영화상
  - 남우조연상 - 이정재
- 제9회 맥스무비 최고의 영화상
  - 최고의 포스터상
- 제50회 백상예술대상
  - 영화부문 남자 조연상 - 이정재